# رالف لان بولك
رالف لان بولك (بالإنجليزية: R. L. Polk)‏ هو شخصية أعمال أمريكي، ولد في 1849، وتوفي في 1923.